# Hilara adriatica
Hilara adriatica är en tvåvingeart som beskrevs av Chvala 2008. Hilara adriatica ingår i släktet Hilara och familjen dansflugor.
Artens utbredningsområde är Kroatien. Inga underarter finns listade i Catalogue of Life.